# Mahalapye
Mahalapye è uno dei cinque sottodistretti del distretto Centrale nel Botswana.

## Villaggi
- Bonwapitse
- Borotsi
- Chadibe
- Dibete Station
- Dovedale
- Ikongwe
- Kalamare
- Kodibeleng
- Kudumatse
- Maape
- Machaneng
- Mahalapye
- Makwate
- Matlhako
- Mhalapitsa
- Mmaphashalala
- Mmutlana
- Mokgenene
- Mokobeng
- Mokoswane
- Mookane
- Moralane
- Moshopha
- Mosolotshane
- Ngwapa
- Otse
- Palla Road/Dinokwe
- Pilikwe
- Poloka
- Ramokgonami
- Sefhare
- Seleka
- Shakwe
- Shoshong
- Taupye
- Tewane
- Tumasera

## Località
- Basing Hall
- Boatanaga
- Bodibajankwe
- Bodungwe 1
- Bodungwe 2
- Boemakgama
- Bogalakepu
- Boikanego
- Boithwa
- Bokaa
- Bolawe
- Bolokabatho
- Bonwakgomo
- Bonwanotshe
- Bonwapitse
- Bonwapitse 1 Lands
- Bonwathothi
- Booke
- Borakalalo
- Borobosi
- Borotelatshwene
- Borotsi
- Borotsi
- Borotsi
- Borotsi (Mahalapye)
- Borotsi (Ramokgonami)
- Botalaote
- Botibakgori
- Botlhapakolobe
- Chaoka
- Choele
- Corn Farm
- Dam 5 B4
- Danisea
- Dead Mule
- Deneejenaa
- Devonshire Farm
- Diatshaba
- Dibe
- Dibete A1 Camp
- Dibete Police Station
- Dibete Quarantine Camp
- Dihate
- Dikalakane
- Dikamakama
- Dikgatlhong 1
- Dikgatlhong 2
- Dikgatlhong Farm
- Dikhu
- Dikhudu
- Dikhuwa
- Dilaene
- Dilotso
- Dinatshana
- Dinokwe
- Dioloditshweu
- Diphata
- Diphata
- Dipuding
- Ditakane
- Ditampane
- Dithupeng
- Ditshilo
- Ditshoswane
- Ditshoswane
- Ditsomane
- Ditsomane 2
- Ditswaaladi
- Dornaway Farm
- Dovedale Lands
- Dovedale Ranch
- Eladon's Farm
- Flowertown/Boseja
- Forces farm
- Gamathako
- Game Lodge
- Gasetsile
- Gatalatlou
- Goo-Sefako
- Good Hope Farm
- Government Enclave
- Graignear Farm
- Gwape 1
- Gwape 2
- Herero
- Hubasakgosi
- Immigration Border Post
- Isheshane
- Jokosekei
- Kadimotse
- Kadimotse
- Kainangwe
- Kainangwe Lands
- Kamolatlhwa
- Kapye
- Kedikilwe
- Kehupetse
- Kenwakae
- Kgadikwe
- Kgarangwe
- Kgemekgeme
- Kgoboge
- Kgorotlhwe
- Kgorwane
- Khuduyabaeng
- Khuse
- Kiti
- Kolo
- Kolomaje
- Konowa
- Kopung
- Koroma
- Koromo
- Koromong
- Kototsi
- Kudumane
- Kudumatse Cattle Post
- Kudumatse Lands 2
- Kwalata
- Kwapeleng
- Kweneng Ranches
- Lebotane
- Lebu
- Lecha
- Ledumeleng
- Leetselenthe
- Legaragatlhana
- Legotlhong
- Leitlho
- Lekabi 1
- Lekabi 2
- Lekadiba
- Lekawa
- Lekopo
- Lekotsane 1
- Lekotsane 2
- Lelatsong
- Lelotong
- Lenganeng
- Lengwaelo
- Lengwele
- Lephane
- Lephepe Vet.Camp
- Leretwa
- Lerokole
- Leropo
- Lerukuru
- Leselo
- Lesethana
- Lesetwane
- Lesware
- Letapaneng
- Lethekane
- Letlhajwe
- Letlhaka
- Letlhakoleng
- Letloreng
- Letsiara Farm
- Letsomo
- Letsotsojane
- Letsotsojane
- Localities Associated with M
- Lose
- Lwale
- Maaladiatla
- Mabeleapodi
- Mabelete
- Mabokela
- Mabole
- Mabuane
- Mabuane
- Machaneng Lands
- Madiba
- Madiba Lands
- Madibana
- Madibela
- Madila
- Madilabye
- Mafoloso
- Magotlhwane
- Mahalapye Sec School Area
- Mahataashongwane
- Mahatane
- Mahibitswane
- Mahutagane
- Maipaafela
- Maipaafela Pan
- Maitsonkwane
- Majwana
- Majwaneng
- Majwaneng
- Makatakwa
- Makgabe
- Makgobung
- Makobana
- Makobeng
- Makobesane
- Makobese
- Makolwane
- Makubelo
- Makwapeng's Farm
- Malatso
- Malatsweng
- Malau
- Malebala
- Malekalethabo
- Malepe
- Malete
- Mamelodi
- Maminalengwete
- Manakalengwe
- Manonyane
- Mantekole
- Mantsibudi
- Manxoga
- Manyanyape
- Maologane
- Maologane
- Maowang
- Mapapa
- Maphashalala Lands
- Mapuba
- Marakalalo Farm 1
- Marakalalo Farm 2
- Marakalalo Farm 3
- Marapalalo
- Marapalalo (Shoshong)
- Marapo a phofu
- Marele
- Marotse
- Martin's Drift Police Statio
- Marutwe
- Marutweng
- Masama
- Masama Ranch
- Masobeya
- Masowe
- Masowe
- Masuduakgomo
- Masweaphiri
- Matebejana
- Mathabanelo
- Mathakola Farm
- Mathokgotse
- Matisha
- Matlhakamme
- Matlhakoleng
- Matsomane
- Matsubane
- Matsweenyane
- Matswere
- Matswereamanong
- Matswereamanong Lands
- Mawang
- Mawang
- May Flower Farm
- Menoge
- Merolo
- Mesaso
- Mesoke
- Metsimonate
- Metsimonate
- Mhakane
- Mhate
- Mhikwe
- Mmabolwetse
- Mmabolwetse
- Mmadikgabo
- Mmadinare
- Mmadiperetla
- Mmakgamane
- Mmakhunwana
- Mmalegare
- Mmalehutso
- Mmamabele
- Mmamabula
- Mmamanaka
- Mmamasiloanoka
- Mmameno
- Mmamodutwana
- Mmamoeledi
- Mmamoeletsi
- Mmamokokane
- Mmamoneelwa
- Mmamonyeke
- Mmamonyopi
- Mmamotsididi
- Mmanare
- Mmaokhana
- Mmapaya
- Mmaphala 1
- Mmaphala 2
- Mmaphashalala Cattlepost
- Mmaphila 2
- Mmasease
- Mmasebue
- Mmasechele
- Mmasedie
- Mmasegotso
- Mmasetsola
- Mmatau
- Mmathoa
- Mmatlou
- Mmatswalekemogwe
- Mmeotsogile
- Mmilo
- Mmitwe
- Moamokeme
- Moaneng
- Modiane
- Modiane 1
- Modimogaje
- Modubane
- Moekatsi
- Moetse
- Mogami
- Mogobe wa Marole
- Mogobe wa Mosu
- Mogobe-wa-Marole
- Mogobewabasadi
- Mogolori
- Mogolori
- Mogonono/Capricon
- Mogononyane
- Mogononyane
- Moholwane
- Mojaphofu
- Mokgacha
- Mokgacha
- Mokgacha
- Mokgacha-wa-Dikhudu
- Mokgalega
- Mokgowane
- Moko
- Mokoduane
- Mokokore
- Mokoloboto
- Mokoswane 1
- Mokoswane Lands
- Mokotong
- Molapong
- Molapong
- Molapong
- Molawane
- Moloko/Masokwane
- Monate 1
- Monyai
- Monyaneng
- Mookametsana
- Mooko
- Mopega
- Moralana
- Moralane Lands
- Morale 1
- Morale Farm
- Morale Pasture Research Stat
- Moreyi
- Morobisi
- Moselane
- Mosesane
- Mosetlhe
- Moshabi
- Mosogotlhe
- Mosolotshane Lands
- Mosomane 1
- Mosu (Moshopha)
- Mosung
- Mosung
- Mosweunyana
- Motere/Mmanare
- Mothodisewelo
- Mothowaeng
- Motimane
- Motlhaba
- Motonke
- Motsiapane
- Motswerekgomo
- Motubane
- Moungwane
- Moupalerole
- Mowana
- Mphebatho
- Murukutshwane
- Naka-la-Pudi
- Naka-tsa-Kgama
- Nakalakolobe
- New Farm Ranch
- Newclear
- Ngwanaatshono
- Ngwanaitsele
- Ngwapa Lands 1
- Ngwapa No 1 & 2
- Nkgodi
- Nkgorotshwane
- Nkgorotswane
- Nkunyane
- Nkunyane
- Nthwane
- Ntsikwe
- Ntsikwe/Leloto
- Ntswaneng I
- Ntswaneng II
- Palamaokuwe
- Parshalt Farm
- Patadikhubidu
- Patadikhubidu
- Patikwane
- Pebane/Kalange
- Pelotshwaana
- Petersburg
- Phala Camp
- Phala Ranch
- Phalapye
- Phaleng
- Phatse
- Phokojwe
- Phuduhudu
- Phutsilerema
- Pitseosi
- Poong
- Prisons Area
- Quarry
- Rabadimo
- Rabalang
- Rabasele
- Radankgwe
- Radikgole
- Radinkwe
- Radisele Farms
- Radisele Lands
- Raijagana
- Railway Area
- Rakabaswa
- Ramahibitswe
- Ramanthwakga
- Ramantswe
- Ramaselwana
- Rametsana
- Rammela
- Ramogapele
- Ramoilwa
- Ramojapotse
- Ramosetsanyana
- Ramosukudu
- Ramoteketa
- Ramputswa
- Ranala
- Rapitse
- Rasesolo
- Rathabaki
- Ratshimo
- Reetsang
- Riversley Farm
- Samaka
- Santane
- Seatse
- Sebere
- Seditsane
- Segate
- Segompo
- Sehidikwe
- Seipone
- Sekanta
- Sekgarapana
- Sekgwa-Sa-Basarwa
- Sekhu
- Sekokobiri
- Sekwaba
- Selehe
- Seleka Demonstration Ranch
- Selenye
- Selinye
- Semitwe
- Semkhubu
- Senthane
- Senthane/Mowana
- Senyawe
- Sepadile
- Sepane
- Seripe
- Serokolo
- Seroojane
- Serorome
- Serowenyana
- Serowenyane
- Seruruma
- Sesana
- Sesekane
- Sesholo
- Sethukge
- Setsile Lands
- Sewele
- Shakwe 2 Lands
- Shakwe Lands
- Shanga
- Shapane Ranch
- Sheleketla
- Sherwood Ranch
- Suane
- Sukunya
- Sunnyside Farm 1
- Sunnyside Farm 2
- Taukgolo
- Teekane
- Teekane Farm
- Tewane Lands
- Tewane Siding
- Thakadiawa
- Thakadiawa
- Thakadiawa
- Thakadibe 1
- Thakadibe 2
- Thekwane
- Thokolo
- Thokolo 1
- Thokolo 2
- Thomadithotse
- Thupane
- Thuparobega
- Tidi
- Tidimalo
- Titsane
- Tlagae
- Tlapa-la-Kgomo
- Tlapaneng
- Tobela
- Tsepane
- Tshepeeafela
- Tshetlhong
- Tshikinyega
- Tshilo
- Tsholwane
- Tsite
- Tsokwe
- Tsumpane
- Tswaing
- Tswaing 1
- Tswaing 2
- Tswaing 3
- Tswaing 4
- Tswerelamakabi
- Tupye
- Wards in Mahalapye
- Water Loo Ranch
- Woodlands Farm
- Xhosa
- Xhosa I
- Xhosa II